# Евелін Яль
Евелін Яль  (нім. Evelin Schlaak-Jahl, 28 березня 1956) — німецька легкоатлетка, олімпійська чемпіонка.

## Виступи на Олімпіадах
| Олімпіада     | Дисципліна    | Місце |
| ------------- | ------------- | ----- |
| Монреаль 1976 | метання диска | 1     |
| Москва 1980   | метання диска | 1     |